# Худенков, Алексей Фролович
Алексей Фролович Худенков — старший мастер цеха ленинградского завода «Большевик» Министерства общего машиностроения СССР.

## Биография
Родился 15 мая 1925 года в деревне Алфимово ныне Смоленского района Смоленской области в крестьянской семье.
После семилетней школы в 1940 году приехал в Ленинград, поступил в ремесленное училище при заводе «Большевик» и окончил его в 1942 году. Работал токарем, позже формовщиком в сталефасонном цехе. Пережил блокаду Ленинграда.
В 1947 году перешел в металлургическое производство, окончив двухгодичные курсы мастеров, в 1960 году — Ленинградский индустриальный техникум, получил специальность техника-технолога. В 1960 —1982 годах — старший мастер цеха завода «Большевик» Ленсовнархоза-Минобщемаша СССР в Ленинграде.
В 1975 г.  Алексей Фролович был награжден Орденом Ленина и золотой медалью «Серп и Молот» с присвоением звания Героя Социалистического Труда за выдающиеся успехи при выполнении плана работ девятой пятилетки. 
В 1982 г. вышел на пенсию, проживал в Ленинграде.